# Anthony Iob
Anthony Iob (* 2. ledna 1971 Renfrew, Ontario, Kanada) je bývalý profesionální hokejista. Hrál v útoku na pozici levého křídla, střílí levou rukou. Měří 183 cm, váží 92 kg.
V roce 1991 byl draftován týmem Buffalo Sabres v devátém kole celkově jako 189. v pořadí. V NHL si ale nikdy nezahrál, od sezóny 1993/1994 až do konce kariéry v roce 2009 se dvěma výjimkami (v zámořské lize WCHL) hrál v Evropě, oblékal dres těchto týmů:
- HC Milano (Itálie)
- Milán 24 (Itálie)
- Kölner Haie (Německo)
- Asiago Hockey AS (Itálie)
- Wiener EV (Rakousko)
- HC Bolzano (Itálie)
- SSI Vipiteno (Itálie)
- EC KAC Klagenfurt (Rakousko)

Pravidelně reprezentoval Itálii na mezinárodních soutěžích. Hrál za ni i na ZOH 2006 v Turíně.